# Kollow
Kollow er en kommune i det nordlige Tyskland, beliggende i Amt Schwarzenbek-Land i den sydvestlige del af Kreis Herzogtum Lauenburg. Kreis Herzogtum Lauenburg ligger i delstaten Slesvig-Holsten.

## Geografi
Kollow ligger tre kilometer syd for Schwarzenbek og ca. 28 km sydøst for Hamborg.